# Municipio de Isabella
El municipio de Isabella (en inglés: Isabella Township) es un municipio ubicado en el condado de Isabella en el estado estadounidense de Míchigan. En el año 2010 tenía una población de 2253 habitantes y una densidad poblacional de 23,91 personas por km².

## Geografía
El municipio de Isabella se encuentra ubicado en las coordenadas 43°41′00″N 84°47′37″O / 43.68333, -84.79361. Según la Oficina del Censo de los Estados Unidos, el municipio tiene una superficie total de 94.23 km², de la cual 94,07 km² corresponden a tierra firme y (0,17 %) 0,16 km² es agua.

## Demografía
Según el censo de 2010, había 2253 personas residiendo en el municipio de Isabella. La densidad de población era de 23,91 hab./km². De los 2253 habitantes, el municipio de Isabella estaba compuesto por el 90,59 % blancos, el 0,89 % eran afroamericanos, el 4,39 % eran amerindios, el 0,18 % eran asiáticos, el 0,58 % eran de otras razas y el 3,37 % eran de una mezcla de razas. Del total de la población el 2,71 % eran hispanos o latinos de cualquier raza.